# Mario Meunier
Mario Meunier (n. 12 decembrie 1880, Saint-Jean-Soleymieux, Loire Forez Agglomération⁠(d), Franța – d. 5 august 1960, Le Crozet, Rhône-Alpes, Franța), a fost un publicist, scriitor, traducător și istoric francez, comandor al Légion d'Honneur.

## Biografie
Frecventează până la vârsta de 12 ani Școala Saint-Jean Soleymieux unde învață latina. Cu benedictinii din Marseille învață și greaca veche. Între 1912 și 1914 este secretarul sculptorului Auguste Rodin, pe care îl va ajuta la redactarea cărții despre catedrale. După razboiul mondial, primele lui cărți vor apărea la editura lui Marcel Seheur, cu ilustrații de Lucien Boucher. În urma șederii în Germania, a scris placheta "Un camp des represailles FR K III" (1919).

## Traduceri în limba română
- Mario Meunier, "Apollonios din Tyana sau șederea unui zeu printre oameni", Traduceri din limba franceză: Ilie Iliescu, Editura Herald, Colecția Scrieri Inițiatice, București, 2001, 256 p., ISBN 973-9453-48-1